# Kardašova Řečice
Kardašova Řečice (deutsch Kardasch Retschitz) ist eine Stadt  in Tschechien. Sie liegt im westlichen Teil des Okres Jindřichův Hradec, etwa zehn Kilometer nordwestlich der Bezirksstadt Jindřichův Hradec in 439 m ü. M., umgeben von einer Teichlandschaft am gleichnamigen Fluss Řečice.

## Geschichte

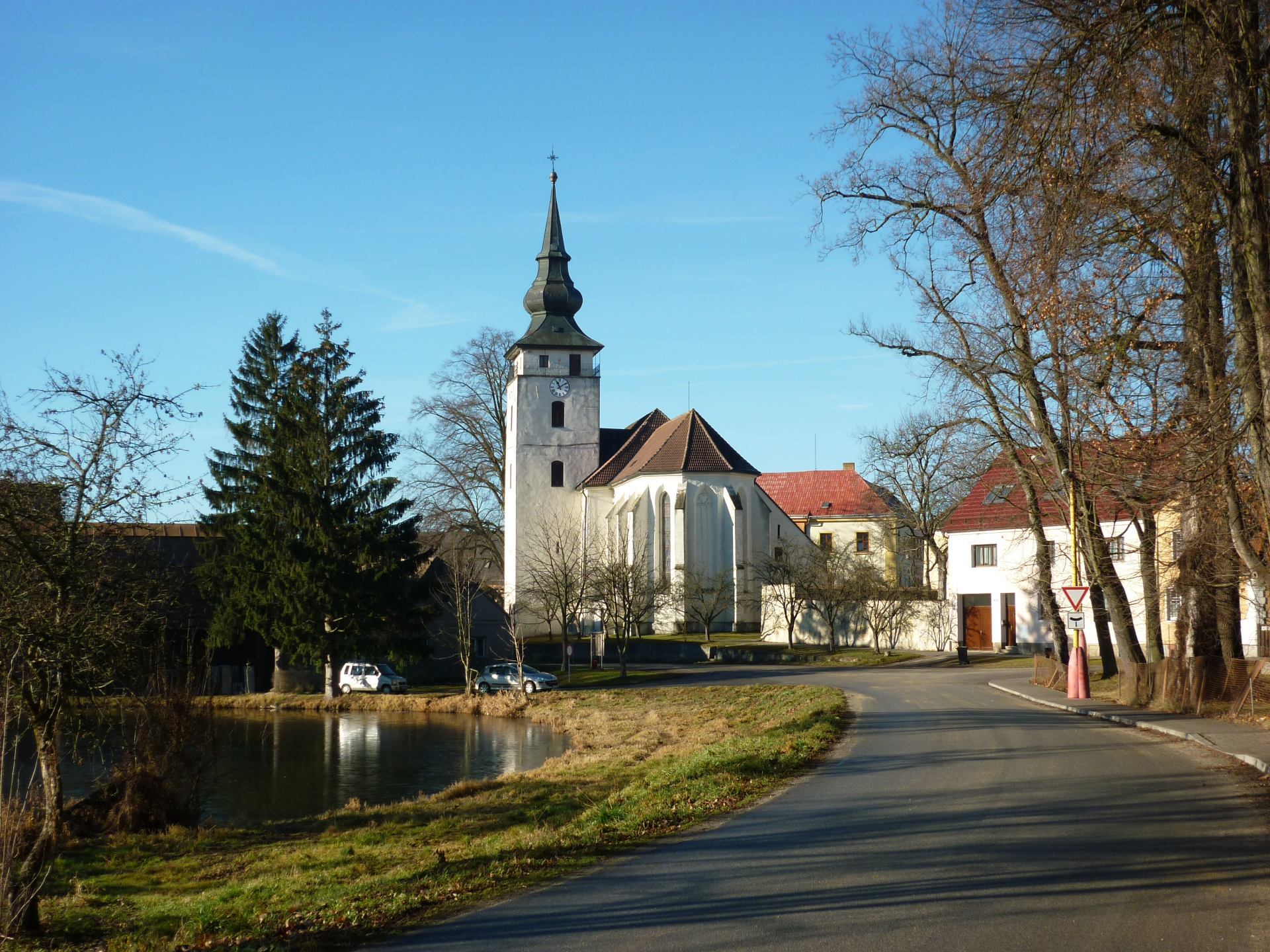
Kirche Johannes des Täufers

Das Marktdorf wurde 1267 erstmals schriftlich erwähnt. Am Rand des späteren Städtchens stand eine Burg, die während der Hussitenkriege zerstört wurde. Ursprünglich hieß das Dorf Řečice. Der Zusatz Kardaš (türkisch kardeş = Bruder), der Name eines Teiches in der Nähe der Stadt, kam im 16. Jahrhundert hinzu. Kardasch Retschitz erhielt 1407 Stadtrechte, die 1992 auf Beschluss des ČNR bestätigt wurden.
Zu den Sehenswürdigkeiten der Gemeinde gehört die Kirche Johannes des Täufers, deren Grundsteine von einem romanisch-gotischen Dom aus dem 14. Jahrhundert gebildet wurden. Heute ist es ein einschiffiger Bau mit einem eckigen Renaissanceturm, einem Rundgang und einer Zwiebelkuppel. Etwa einen Kilometer von der Gemeinde entfernt befindet sich ein 1650 angelegter jüdischer Friedhof, dessen älteste Grabsteine aus dem 18. Jahrhundert stammen. Das Barockschloss gehörte den Fürsten Paar.
Kardašova Řečice hat seit 2001 eine Partnerschaft mit der Schweizer Gemeinde Oberdiessbach. Es finden regelmäßig Schüleraustausche statt.

## Gemeindegliederung
Die Stadt Kardašova Řečice besteht aus den Ortsteilen Kardašova Řečice, Mnich (Michles) und Nítovice (Nitowitz), die zugleich Katastralbezirke bilden. Grundsiedlungseinheiten sind Cikar, Kardašova Řečice, Mnich, Nítovice und Řehořinky.

## Persönlichkeiten

### Söhne und Töchter der Stadt
- Jan Štěpán Brož (* 1865), Priester und Missionär in Amerika.
- František Čech (1907–1975), Komponist, Dirigent und Choreograf
- Jaromír Hrubý, Journalist und Übersetzer
- Boleslav Jablonský (1813–1881), Dichter
- Karel Kouba (* 1927), Dozent an der Karls-Universität, Direktor des Instituts für Wirtschaftswissenschaften, Publizist.
- Jaroslav Kuchválek (* 1910), Botschafter in Brasilien und Mexiko.
- Karel Nouza (* 1930), Wissenschaftler am Institut für Hematologie und experimenteller Biologie und Genetik. Autor von 340 wissenschaftlichen Arbeiten.
- Karel Pech (* 1919), Psychophysiologe und Linguist, Dozent an Universitäten.

### Weitere Persönlichkeiten
- Šimon Lomnický z Budče (1552–um 1623), Schriftsteller, war hier als Lehrer von 1574 bis 1581 tätig